# Air Canada Jazz
Air Canada Jazz är Kanadas och ett av världens största regionala flygbolag med ett hundratal destinationer i Kanada och USA. Det är ett dotterbolag till Air Canada och bildades 2001 genom en konsolidering av flygbolagen Air BC, Air Nova, Air Ontario och Canadian Regional Airlines. 

## Flotta
- Dash 8-100, 36 st
- Dash 8-300, 26 st
- Bombardier CRJ 200 ER, 33 st
- Bombardier CRJ 705, 15 st
- Bombardier CRJ 100, 25 st